# Ananteris ehrlichi
Espèce
Ananteris ehrlichi est une espèce de scorpions de la famille des Ananteridae.

## Distribution
Cette espèce est endémique du département de Caquetá en Colombie,.

## Description
Le mâle décrit par Botero-Trujillo et Flórez en 2011 mesure 31,84 mm.

## Systématique et taxinomie
Cette espèce a été décrite par Lourenço en 1994.

## Étymologie
Cette espèce est nommée en l'honneur de Paul Ralph Ehrlich.

## Publication originale
- Lourenço, 1994 : « Scorpions Chelicerata de Colombie. 6. Quatre nouvelles especes de Buthidae des regions amazonienne, sud-pacifique et de la cordillere orientale. » Revista de la Academia Colombiana de Ciencias Exactas Fisicas y Naturales, vol. 19, no 73, p. 387-392 (texte intégral).